# Zahrada písničkářů - Kuřim 2002
Zahrada písničkářů - Kuřim 2002 je sampler vydaný v roce 2002 Indies Records. Navazuje na neoficiální nahrávky předchozích ročníků kuřimského festivalu, kde písničkáři či folková dua soutěží o účast na festivalu Zahrada. Zaznamenaný koncert, tzv. „finálové kolo Konkurzu Zahrady“, se uskutečnil 25. května 2002 na nádvoří zámku v Kuřimi a kromě soutěžících zde vystoupili také Žofie Kabelková a Ivo Cicvárek se skupinou OKO, úspěšní písničkáři z předešlých ročníků přehlídky.

## Seznam písniček
1. Jeroným Lešner: Textařská /2:02
2. Jaroslav Urbánek: Prenatálek /2:54
3. Šárka Kytnerová a Pavel Žemla: Gilgameš /2:53
4. Nestíháme: Chyťte zloděje! /2:43
5. Michal Rádl: Mluvící ryba /4:21
6. Jan Žamboch a Stanislava Brahová (Žamboši): Pravda o múzách /2:36
7. Marcel Kříž: Jalta /3:16
8. František Vlček: Houbařská /2:34
9. Jana Bauerová: Velikonoční /4:26
10. Martina Trchová: Vzpoura /2:08
11. Oldřich Olaf Martínek: Vladimír /3:36
12. Petr Sedláček: U kašny /2:26
13. Rosa coeli: Hodina duchů /4:03
14. Zuzana Rychnová a Petra Libovická: Jeníček /2:25
15. Duo Hups: Odpytanka /2:17
16. Jan-Matěj Rak: Všechny ty jednoduché věci /2:21
17. Šárka Burešová a Jan-Matěj Rak: Proč je nám utajeno /2:35
18. Disneyband: Jedna noc s inkvizitorem /2:16
19. Vladimír Čáp: Uhynul pes /2:06
20. Žofie Kabelková & Ivo Cicvárek & OKO: Do větru /3:01
21. Ivo Cicvárek & OKO: Lávky /2:04
22. Žofie Kabelková & Ivo Cicvárek & OKO: Bříza /3:28